# Square Jean XXIII

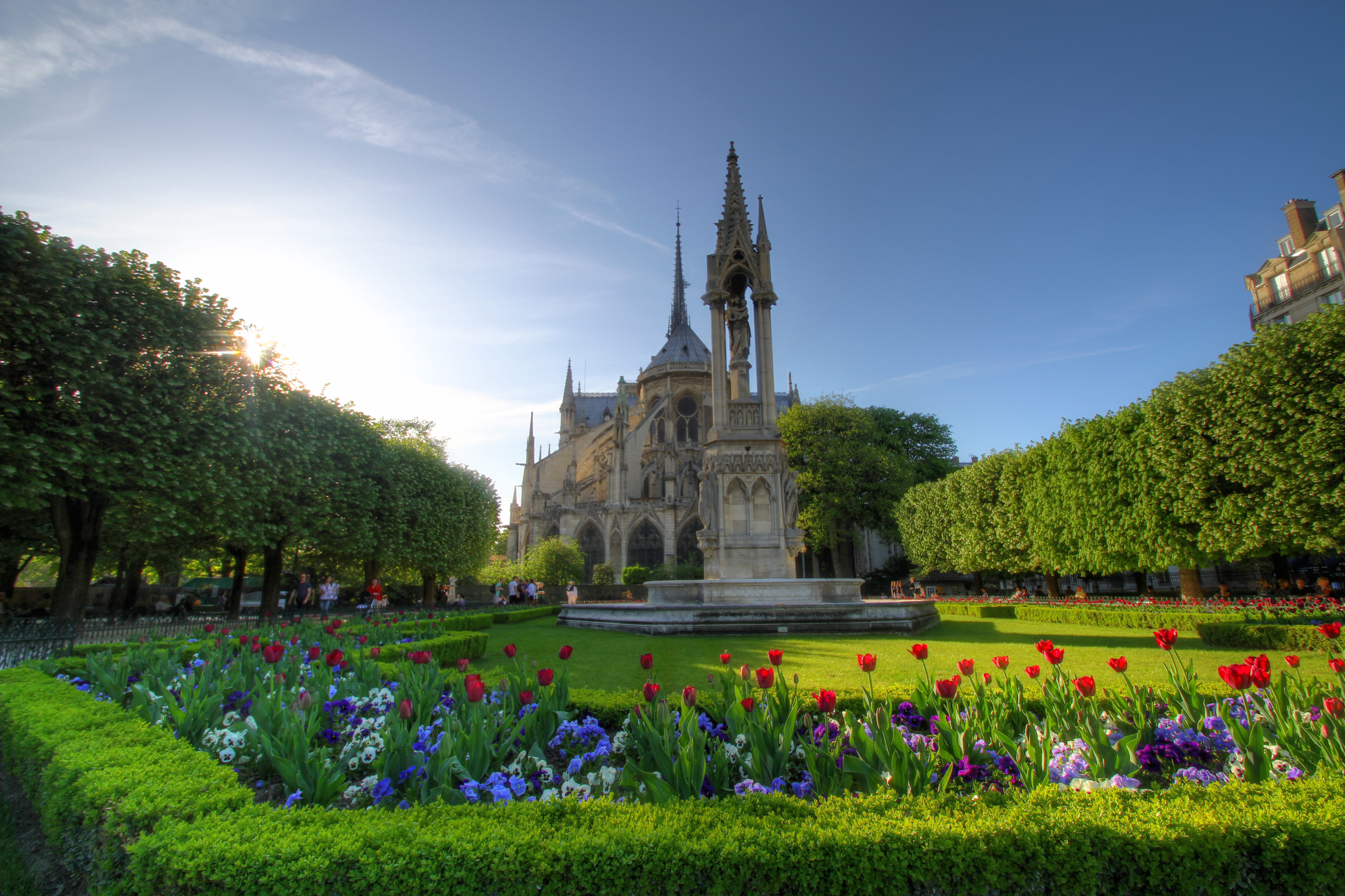
Square Jean XXIII

Square Jean XXIII is een plein in Parijs op het Île de la Cité.
De deuren van de Notre-Dame, gewijd aan de heilige Stephanus (porte St.-Etienne), slaan open naar dit plein, vernoemd naar paus Johannes XXIII. De tuin strekt zich uit langs de rivier waar men kan genieten van de beelden, roosvensters en de opengewerkte steunpilaren aan de oostzijde van de kathedraal.
In de zeventiende eeuw werd op dit plein het bisschoppelijk paleis gebouwd, dat in 1831 werd geplunderd door opstandelingen en later is verwoest. In opdracht van de prefect van Parijs, Rambuteau, werd daarna dit plein ontworpen. De gotische fontein van de Maagd op het midden van het plein dateert van 1845.
Place de la Bastille ·
Place de la Bataille-de-Stalingrad ·
Place Charles de Gaulle ·
Place du Châtelet ·
Place de Clichy ·
Place de la Concorde ·
Place Dauphine ·
Place Diana ·
Place du Dix-Huit Juin 1940 ·
Place de l'Europe - Simone Veil ·
Place de l'Hôtel-de-Ville - Esplanade de la Libération ·
Place d'Italie ·
Square Jean XXIII ·
Place de la Nation ·
Place de l'Opéra ·
Place du Palais-Royal ·
Place du Panthéon ·
Place du Parvis-Notre-Dame ·
Place Pigalle ·
Place de la République ·
Place Saint-Michel ·
Place de la Sorbonne ·
Place du Tertre ·
Place du Trocadéro ·
Place Vauban ·
Place Vendôme ·
Place des Victoires ·
Place des Vosges